# ماتیاس کوفنر
ماتیاس کوفنر (انگلیسی: Matthias Küfner؛ زادهٔ ۲۸ آوریل ۱۹۸۱) بازیکن فوتبال اهل آلمان است.
از باشگاه‌هایی که در آن بازی کرده‌است می‌توان به باشگاه فوتبال بایرن مونیخ ۲، باشگاه فوتبال هالشر، و باشگاه فوتبال مونیخ ۱۸۶۰ اشاره کرد.